# 碁盤割制度
碁盤割制度（ごばんわりせいど）とは、江戸時代の加賀藩領越中国五箇山で行われた、定期的に百姓の耕作地をくじ引きなどで割り替える制度。加賀藩領内で広く行われた「田地割」と同じ制度であるが、山間部で田地の少ない五箇山地域では主に「碁盤割」と呼ばれることが多かった。
また、平野部ではほとんどが田の割り替えであったのに対し、山間部の多様な土地を割り替える五箇山では、独自の複雑な割り替え手法が発達した。そのため、五箇山の各村には多くの碁盤割にかかる古文書が残されており、特に藩政末期に実施された碁盤割について詳細な記録が残る「南大豆谷村土地文書」は南砺市の文化財に指定されている。

## 歴史
「土地の割替制度（碁盤割/田地割制）」は加賀藩の成立以前より百姓どうしの取り決めとして行われてきており、これを加賀藩が寛永19年（1642年）に制度化したものである。越中国内における最も古い例としては慶長11年（1606年）に太田村で実施された記録があり、五箇山では寛永11年（1634年）付の小瀬村羽場家文書に見える「内検地」「田地ならし」が碁盤割制の前身と考えられている。
1650年代には加賀藩で改作法が推し進められ、その一環として寛永19年に「在々田地割之事（土地の割替制度）」に制度化されると、五箇山各地でも碁盤割が実施されるようになった。初期の基盤割の記録としては、承応元年（1652年）実施の見座村の記録（「見座村飛地由来之事」）、明暦3年（1657年）実施の下出村の記録（「下出村田地割之帳」）、寛文12年（1672年）実施の嶋村の記録などが知られている。
これ以後、五箇山では多くの碁盤割が行われたが、時代が下るにつれて土地割の内容は次第に細かく規定されるようになっていった。例えば、嶋村では17世紀中の記録では「開津」と一括して表現されていたものが、18世紀以後には麻畑・桑原・栃原・草嶺・沼・幅・など細かく地目が記載されるようになった、という変化があった。また、見座村の記録でも、享保5年（1720年）と文化12年（1815年）の定書を比較すると、後者の方が条数も多く規定が細かくなっていることが分かる。
明治元年（1868年）12月、明治政府が「拝領地並びに社寺等の除地の外、村々の土地はすべて百姓の持地であること」を明らかにしたことは、五箇山の土地所有制度に大きな変革をもたらした。この時、五箇山の住民は①現時点で割り当てられている土地を各農民の永久的私有地とする、②新たに碁盤割と行った上で所有者を確定させる、③碁盤割以外の方法（「過不足」と呼ばれていた）によって所有者を確定させる、という3通りの手段でもって所有権を確定させた。こうして碁盤割は歴史的役割を終えたが、碁盤割にかかる文書は明確に記載したものとしてそれ以後も大切に保存され、現在では藩政期農村の歴史的背景を伝える貴重な資料として活用されている。

## 南大豆谷村土地文書
利賀谷南大豆谷集落（現南砺市利賀村大豆谷地区）に伝えられる古文書で、主として文政元年（1818年）の基盤割史料と、明治の地券関係史料から構成される。この土地文書には一般的に廃棄されてしまう下書き頬も含めてほぼ完全に保存されており、基盤割制度を研究する上での一級史料と位置づけられている。昭和61年（1986年）11月1日に利賀村の文化財に指定され、現在は南砺市に引き継がれている。